# Circonscription de Pearce
Pour les articles homonymes, voir Steve Pearce et Pearce.
La circonscription de Pearce est une circonscription électorale fédérale australienne en Australie-Occidentale. Elle a été créée le 31 mars 1989 et porte le nom de Sir George Pearce, l'un des fondateurs du Parti travailliste en Australie-Occidentale (qui devint plus tard Nationaliste) et est détenteur du record de longévité au Sénat australien.
Elle est située à l'est et au nord de Perth et comprend les comtés de Beverley, Chittering, Gingin, Mundaring, Northam, Toodyay et York, la partie rurale de la Cité de Swan, et les localités de Butler, Carmel, Merriwa, Pickering Brook, Quinns Rocks et Walliston. Jusqu'à l'élection de 2010, elle s'étendait aussi loin au sud que Narrogin.
Elle est une circonscription sûre pour le Parti libéral. Néanmoins, lors des élections fédérales de 2022, elle passe entre les mains du Parti travailliste.

## Représentants
| Nom              | Parti        | Période de mandat |
| ---------------- | ------------ | ----------------- |
| Fred Chaney      | Libéral      | 1990–1993         |
| Judi Moylan      | Libéral      | 1993–2013         |
| Christian Porter | Libéral      | 2013–2022         |
| Tracey Roberts   | Travailliste | depuis 2022       |

## Résultats des élections
| Parti                            | Parti                              | Candidat                           | Voix    | %      | ±      |
| -------------------------------- | ---------------------------------- | ---------------------------------- | ------- | ------ | ------ |
|                                  | Travailliste                       | Tracey Roberts                     | 40 596  | 42,77  | +11,04 |
|                                  | Libéral                            | Linda Aitken                       | 28 380  | 29,90  | −13,47 |
|                                  | Verts                              | Donna Nelson                       | 10 416  | 10,97  | +1,22  |
|                                  | Une nation                         | Aaron Malloy                       | 4 295   | 4,53   | −2,30  |
|                                  | UAP                                | Trevor Dalby                       | 2 534   | 2,67   | +0,05  |
|                                  | Australie-Occidentale              | Jim Paice                          | 2 206   | 2,32   | +1,57  |
|                                  | Grand australien                   | Roslyn Stewart                     | 2 160   | 2,28   | +2,28  |
|                                  | Chrétiens                          | Vanessa Montgomery                 | 2 097   | 2,21   | +0,29  |
|                                  | Démocrates libéraux                | David Marshall                     | 1 548   | 1,63   | +1,63  |
|                                  | Fédération                         | Nigel March                        | 684     | 0,72   | +0,72  |
| Total des suffrages exprimés     | Total des suffrages exprimés       | Total des suffrages exprimés       | 94 916  | 93,77  | −0,22  |
| Votes nuls                       | Votes nuls                         | Votes nuls                         | 6 306   | 6,23   | +0,22  |
| Participation                    | Participation                      | Participation                      | 101 222 | 87,86  | −0,55  |
| Résultat de préférence bipartite |                                    |                                    |         |        |        |
|                                  | Travailliste                       | Tracey Roberts                     | 56 040  | 59,04  | +14,23 |
|                                  | Libéral                            | Linda Aitken                       | 38 876  | 40,96  | −14,23 |
|                                  | Travailliste vainqueur sur Libéral | Travailliste vainqueur sur Libéral | Swing   | +14,23 |        |